# Stephen Hendrie
Stephen Hendrie (Glasgow, 8 januari 1995) is een Schots voetballer die bij voorkeur als linksback speelt. 
Hij verruilde in juli 2015 Hamilton Academical voor West Ham United.

## Clubcarrière
Hendrie is afkomstig uit de jeugdopleiding van Hamilton Academical. Op 23 juli 2011 debuteerde hij in de Scottish League Challenge Cup. Twee weken later maakte hij zijn competitiedebuut. In 2014 promoveerde de linksachter met Hamilton Academical naar de Scottish Premiership. In totaal speelde hij 100 competitiewedstrijden voor de club. Op 30 januari 2015 tekende Hendrie een contract bij West Ham United dat inging per 1 juli 2015.

## Interlandcarrière
Hendrie kwam uit voor diverse Schotse nationale jeugdelftallen. In september 2014 maakte hij zijn debuut in Schotland –21.